# Sculia, Timiș
Sculia este o localitate componentă a orașului Gătaia din județul Timiș, Banat, România.

## Legături externe

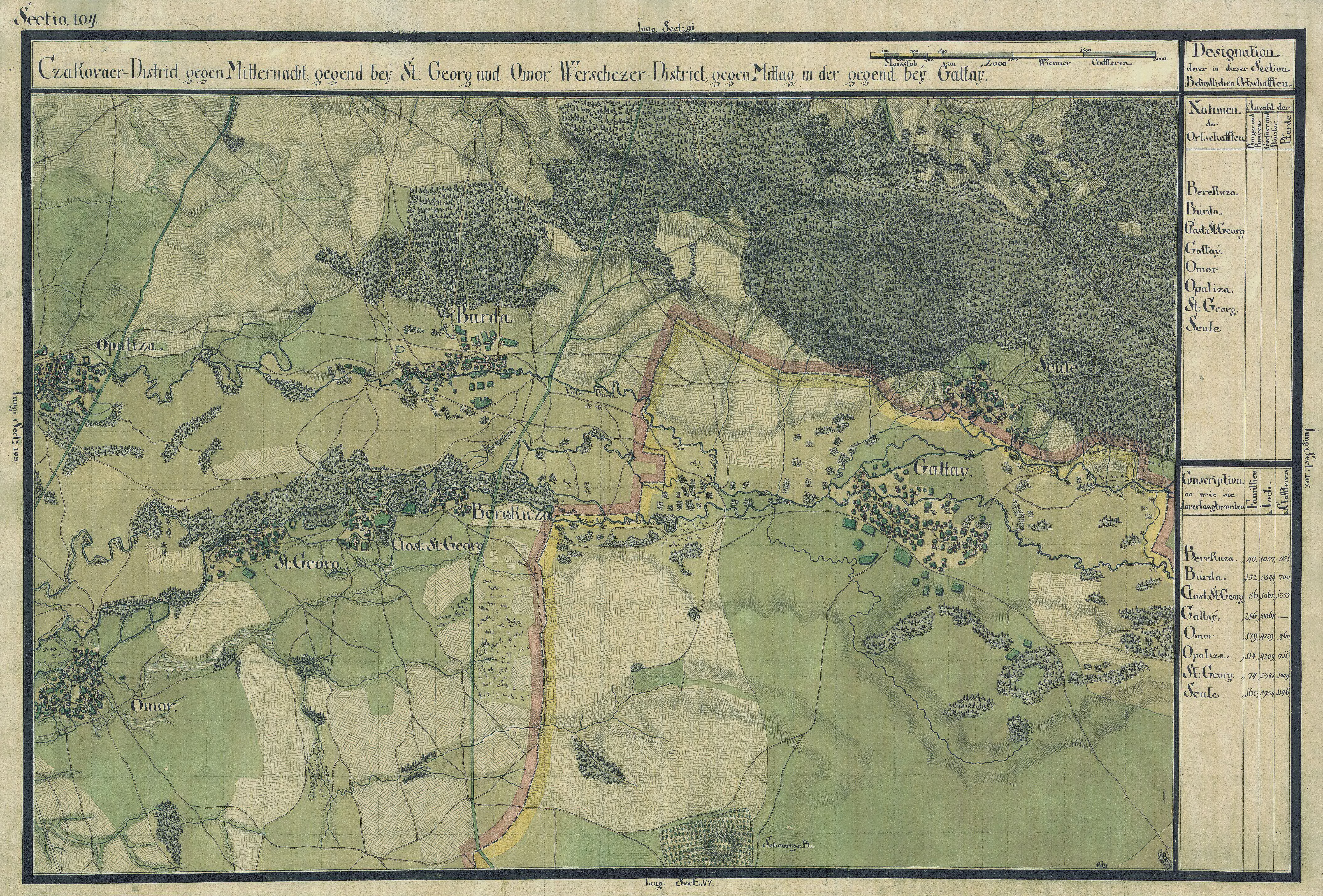
Sculia în Harta Iosefină a Banatului, 1769-72